# Mikrotechnologe
Der Mikrotechnologe ist ein staatlich anerkannter Ausbildungsberuf nach Berufsbildungsgesetz.

## Ausbildungsdauer und Struktur
Die Ausbildungszeit zum Mikrotechnologen beträgt in der Regel drei Jahre. Die Ausbildung erfolgt an den Lernorten Betrieb und Berufsschule. 
Der Beruf verfügt über die beiden Schwerpunkte
- Halbleitertechnik und
- Mikrosystemtechnik.

Dies bedeutet, dass in den letzten 52 Wochen der dreijährigen Ausbildung eine Differenzierung der Lerninhalte erfolgt. Für diesen Ausbildungsberuf gab es in der DDR zwei Vorgänger. Diese nannten sich Elektronikfacharbeiter für Halbleitertechnik und Facharbeiter für elektronische Bauelemente (Spezialisierungsrichtung Halbleiter/Mikroelektronik). Mikrotechnologen gibt es seit dem 1. August 1998 als anerkannten Ausbildungsberuf.

## Arbeitsgebiete
Mikrotechnologen stellen Halbleiterprodukte, z. B.  ASICS, Optohalbleiter und  optoelektronische Anzeigesysteme sowie Schaltungsträger her. Sie arbeiten in  Forschungs- und Entwicklungseinrichtungen oder Unternehmen, die mikrotechnische Produkte herstellen.

## Berufliche Fähigkeiten
Im Zuge der Neuordnung im Jahr 1998 haben Sachverständige aus der Praxis die beruflichen Fähigkeiten von Mikrotechnologen in einem Ausbildungsprofil beschrieben:
Mikrotechnologen
- planen und organisieren Arbeitsabläufe, dokumentieren sie und führen Qualitätssicherungsmaßnahmen durch,
- handhaben Arbeitsstoffe unter Berücksichtigung von Sicherheits- und Arbeitsschutzvorschriften sowie des Umweltschutzes, lagern die erforderlichen Werkstoffe/Chemikalien und stellen diese für den Produktionsablauf bereit,
- warten die Anlagen zur Aufbereitung der Prozesschemikalien und sorgen für eine fachgerechte Entsorgung der Reststoffe,
- sichern und prüfen Reinraumbedingungen,
- richten Anlagen zur Herstellung von Mikroprodukten ein, stellen die Prozessparameter ein und stellen die Produktionsfähigkeit von Anlagen her,
- bedienen, beschicken und überwachen Anlagen zur Durchführung von Herstellungs- und Montageprozessen und optimieren Prozessparameter entsprechend der Prozess begleitenden Prüfungen,
- führen Prozess begleitenden Prüfungen und Endtests durch,
- erkennen Störungen in den Prozessabläufen und ergreifen Maßnahmen zur Sicherung der Prozessabläufe,
- erkennen Verbesserungspotentiale bei Ausbeute, Qualität, Durchlaufzeiten und Wirtschaftlichkeit,
- realisieren Verbesserungen unter Einsatz von Problemlösungstechniken und optimieren Produktionsprozesse,
- prüfen Anlagen zur Herstellung von Mikroprodukten, erkennen Störungen und führen vorbeugende Instandhaltungsmaßnahmen durch[3].

## Zwischen- und Abschlussprüfung
In diesem Beruf findet eine konventionelle Zwischen- und Abschlussprüfung statt.

### Zwischenprüfung
Der Mikrotechnologe absolviert zur Mitte des zweiten Ausbildungsjahres eine Zwischenprüfung, um den Leistungsstand des Auszubildenden feststellen zu können. Sie besteht aus einer praktischen Arbeitsaufgabe im Umfang von vier Stunden sowie einem dazugehörigen schriftlichen Teil von maximal 90 Minuten Dauer. Der Auszubildende rüstet dabei z. B. eine Produktionseinrichtung um oder führt eine Instandhaltungsarbeit durch. 

### Abschlussprüfung
Durch die Abschlussprüfung wird die berufliche Handlungskompetenz der Mikrotechnologen festgestellt. 
Die Abschlussprüfung besteht aus insgesamt vier Prüfungsbereichen:
1. Prüfungsbereich „Teil A“
2. Prüfungsbereich „Sicherung von Qualitätsstandards“
3. Prüfungsbereich „Sicherung verfahrenstechnischer Prozesse“
4. Prüfungsbereich „Wirtschafts- und Sozialkunde“

Die Prüfungsbereiche „Sicherung von Qualitätsstandards“, „Sicherung verfahrenstechnischer Prozesse“ sowie „Wirtschafts- und Sozialkunde“ werden zu einem „Teil B“ zusammengefasst.

#### Prüfungsbereich „Teil A“
Der Auszubildende führt in diesen Prüfungsbereich zwei betriebliche Aufträge in insgesamt 35 Stunden durch. Dies können zum Beispiel sein:
1. Inbetriebnahme einer Produktionsanlage und Herstellen der Produktionsfähigkeit einschließlich Arbeitsplanung und
2. Durchführen eines Prozessschrittes, einschließlich Arbeitsplanung, Feststellen der Prozessfähigkeit der Anlage, Materiallogistik, Ver- und Entsorgung von Arbeitsstoffen, Bedienen und Beschicken der Anlage, Prozess begleitende Prüfungen, Qualitätsmanagement.

Er dokumentiert seine Arbeiten mit praxisbezogenen Unterlagen. Anschließend führt er ein Fachgespräch mit dem Prüfungsausschuss. Das Ergebnis der Bearbeitung der Aufträge sowie das Fachgespräch werden mit je 50 Prozent gewichtet.

#### Prüfungsbereich „Sicherung von Qualitätsstandards“
In diesem Prüfungsbereich bearbeitet der Auszubildende in maximal 90 Minuten schriftliche Aufgabenstellungen aus den Bereichen:
1. Beschreiben der Vorgehensweise zur systematischen Eingrenzung eines Fehlers in einer Anlage insbesondere der MSR-Technik, Vakuumtechnik, Reinraumtechnik oder in der Ver- und Entsorgungstechnik für Medien,
2. Organisieren und Dokumentieren von Arbeitsvorgängen und Qualitätsmanagementmaßnahmen,
3. Planen der Ver- und Entsorgung von Produktionsanlagen mit Medien und Werkzeugen.

#### Prüfungsbereich „Sicherung verfahrenstechnischer Prozesse“
In diesem Prüfungsbereich bearbeitet der Auszubildende in ebenfalls maximal 90 Minuten schriftliche Aufgabenstellungen. Hier wird zwischen den beiden Schwerpunkten unterschieden.
Im Schwerpunkt Halbleitertechnik werden die folgenden Bereiche angesprochen:
1. Analysieren der Ergebnisse Prozess begleitender Prüfungen und der Testergebnisse von Halbleiterbauteilen
2. Planen und Organisieren von Prozessabläufen zur Herstellung von Halbleiterbauteilen.

Im Schwerpunkt Mikrosystemtechnik werden die folgenden Bereiche angesprochen:
1. Analysieren der Ergebnisse Prozess begleitender Prüfungen und der Testergebnisse von mikrotechnischen Produkten
2. Planen und Organisieren von Prozessabläufen zur Herstellung von Mikrosystemen.

#### Prüfungsbereich „Wirtschafts- und Sozialkunde“
Der Auszubildende soll in diesem Prüfungsbereich in 60 Minuten nachweisen, dass er allgemeine wirtschaftliche und gesellschaftliche Zusammenhänge der Berufs- und Arbeitswelt darstellen und beurteilen kann.

#### Gewichtung der Prüfungsbereiche
Die Prüfungsbereiche werden wie folgt gewichtet: 
| Teil A (zwei betriebliche Aufträge)      | 50 Prozent |
| Sicherung von Qualitätsstandards         | 20 Prozent |
| Sicherung verfahrenstechnischer Prozesse | 20 Prozent |
| Wirtschafts- und Sozialkunde             | 10 Prozent |

#### Bestehensregelung
Um die Prüfung zu bestehen, müssen die Leistungen des Auszubildenden im Teil A und Teil B mit mindestens „ausreichend“, bewertet worden sein. Weiterhin muss die Prüfungsleistung in den betrieblichen Aufträgen und in den drei Prüfungsbereiche aus Teil B mit besser als „ungenügend“ bewertet worden sein.
Eine mündliche Ergänzungsprüfung von etwa 15 Minuten Dauer ist in den Prüfungsbereichen von Teil B möglich. Voraussetzung ist, dass mit der Ergänzungsprüfung die Abschlussprüfung bestanden werden kann. Eine mündliche Ergänzungsprüfung zur Verbesserung der Note ist nicht möglich.